# 2006 QD181
2006 QD181, também escrito como 2006 QD181, é um objeto transnetuniano que está localizado no Cinturão de Kuiper, uma região do Sistema Solar. Este corpo celeste é classificado como um cubewano. Ele possui uma magnitude absoluta de 6,9 e tem um diâmetro estimado com 183 km.

## Descoberta
2006 QD181 foi descoberto no dia 21 de agosto  de 2006.

## Órbita
A órbita de 2006 QD181 tem uma excentricidade de 0,024 e possui um semieixo maior de 38,672 UA. O seu periélio leva o mesmo a uma distância de 37,762 UA em relação ao Sol e seu afélio a 39,582 UA.